# Kababina inferna
Kababina inferna là một loài nhện trong họ Stiphidiidae.
Loài này thuộc chi Kababina. Kababina inferna được V. T. Davies miêu tả năm 1995.